# Enuresis nocturna
Az enuresis nocturna, vagyis éjszakai ágybavizelés az 5 évesnél idősebb gyermek éjszaka, alvás közben bekövetkező akaratlan bevizelését jelenti. Nemzetközi adatokra támaszkodva az 5-14 éves korosztály több mint 7%-a szenved a betegségben, ez a kórkép az asztma után a második leggyakoribb krónikus gyermekbetegség, amelyben közel 90 000 gyermek szenved. A felnőtt lakosság körében 1%-ban fordul elő Magyarországon.

## Az éjszakai ágybavizelés okai
- Pszichés eredet: A gyermek vagy felnőtt pszichéjét ért trauma lehet például családban történt haláleset, válás, költözés, és egyéb, a közvetlen környezetben fellépő probléma.
- Örökletességi hajlam: Abban az esetben, ha valamelyik szülő szenvedett enuresisben, úgy 40% a valószínűsége hogy a gyermeknél is kialakul a betegség. Amennyiben mindkét szülő beteg volt gyerekkorában, úgy a betegségre való hajlam valószínűsége már 70%-ra emelkedik.
- Agy és a húgyhólyag közötti kapcsolat: Előfordulhat, hogy az agy nem reagál megfelelő módon a húgyhólyagnak a jelzésére, mert a két szerv közötti reflexkapcsolat még nem alakult ki.
- Elégtelen hormontermelődés: Az agyalapi mirigy antidiuretikus hormont (vazopresszint) termel alvás alatt, mely a vese működését lassítja le. Előfordulhat, hogy ez a hormon a szükségesnél kisebb mennyiségben termelődik a gyermek szervezetében.
- Fejletlen húgyhólyag: A húgyhólyag nem megfelelő kapacitású, ez az elváltozás lehet veleszületett, vagy szerzett betegség.
- Gyulladás: Gyakori kiváltó ok, azonban ebben az esetben az ágybevizelés csak átmenetileg jelentkezik.

## A betegség kezelése, gyógyítása
A betegségre kétféle kezelési módot fejlesztettek ki. A nem gyógyszeres kezelési mód lényege, hogy életmódbeli változásokkal, így folyadéknaplóval, sikernaptárral, hólyagtréninggel segíti a betegség megszüntetését. A betegség kezelésében nagy segítséget nyújthatnak a nadrágpelenkák is. A nagyobb mennyiségű vizelet termelődésének megakadályozására kifejlesztett gyógyszerek orrspray vagy tabletta formájában érhetők el a betegek részére.

## Külső hivatkozások
- http://www.drynites.hu/ Archiválva 2010. április 12-i dátummal a Wayback Machine-ben
- http://www.csaladinet.hu/hirek/eletmod/egeszseg_orvos-valaszol/9851
- http://www.drdiag.hu/kereso/terapia.php?id=1425